# Charles Richet
Charles Robert Richet (n. 26 august 1850, Paris, Franța – d. 4 decembrie 1935, Paris, Franța) a fost fiziolog francez cu numeroase contribuții în neurochimie, digestie, termoreglare, respirație. Ca apreciere a activității sale, în 1913 i s-a decernat Premiul Nobel pentru Fiziologie sau Medicină.

## Biografie
Tatăl său, Alfred Richet, a fost profesor la Facultatea de Chirurgie Clinică din Paris.
Charles Robert Richet studiază medicina la Paris și, în 1869, obține doctoratul. De asemenea, în 1878, obține doctoratul și în domeniul științelor naturii.
În 1887, este numit profesor de fiziologie la Facultatea de Medicină din Paris.
În 1877, se căsătorește cu Amélie Aubry și împreună au cinci băieți și două fete. Unul din fii, Charles, va fi, ca și tatăl, profesor de medicină la aceeași facultate pariziană.
În perioada 1878 - 1887, este redactor la Revue Scientifique, iar începând cu 1917, co-redactor la Journal de Pathologie Générale. În 1905 este numit președinte al Society for Psychical Research.
În 1898 devine membru al Academiei de Medicină, iar în 1914, membru al Academiei de Științe.

## Activitate
Richet a activat și studiat în multe domenii ca: fiziologie, istorie, sociologie, filozofie, psihologie, parapsihologie, teatru, poezie, aviație.

### Scrieri
- Recherches expérimentales et cliniques sur la sensibilité ("Cercetări experimentale și clinice asupra sensibilității"), Paris, Masson, 1877.
- Structure et physiologie des circonvolutions cérébrales ("Structura și psihologia circumvoluțiunilor cerebrale"), Paris, Germer Baillière, 1878.
- Leçons sur la physiologie générale des muscles, des nerfs et des centres nerveux ("Cursuri de fiziologie generală a mușchilor, nervilor și centrilor nervoși"), Paris, Germer Baillière, 1882.
- L'homme et l'intelligence. Fragments de psychologie et de physiologie ("Omul și inteligența. Fragmente de psihologie și fiziologie"), Paris, Félix Alcan, 1887.
- Essai de psychologie générale ("Eseu de psihologie generală"), Paris, Alcan, 1888.
- Exposé des travaux scientifiques de M. Charles Richet ("Expunerea lucrărilor științifice ale lui Charles Richet"), Paris, Chameroy et Renouard, 1901.
- L'Anaphylaxie ("Anafilaxia"), Paris, Baillière, 1911.
- Traité de Métapsychique ("Tratat de metafizică"), Paris, Alcan, 1922.
- Dictionnaire de Physiologie 2e Fascicule ("Dicționar de fiziologie; al II-lea fascicul"), 209-576, Paris, Alcan, 1923.
- L'intelligence et l'homme. Etudes de psychologie et de physiologie ("Inteligența și omul. studii de psihologie și fiziologie"), Paris, Félix Alcan, 1927.
- Notre sixième sens ("Al șaselea simț"), Paris, Montaigne, 1928.
- La grande espérance ("Marea speranță"), Paris, Montaigne, 1933.